# Comuna Cerchezu, Constanța
Cerchezu este o comună în județul Constanța, Dobrogea, România, formată din satele Căscioarele, Cerchezu (reședința), Măgura și Viroaga.
Satul Căciulați (în trecut Cealmagea) a fost comasat cu satul Viroaga în urma reformei administrative din 1968.

## Demografie
Componența etnică a comunei Cerchezu
     Români (91,64%)
     Alte etnii (0%)
     Necunoscută (8,36%)
Componența confesională a comunei Cerchezu
     Ortodocși (90,84%)
     Alte religii (0,64%)
     Necunoscută (8,52%)
Conform recensământului efectuat în 2021, populația comunei Cerchezu se ridică la 1.256 de locuitori, în scădere față de recensământul anterior din 2011, când fuseseră înregistrați 1.399 de locuitori. Majoritatea locuitorilor sunt români (91,64%), iar pentru 8,36% nu se cunoaște apartenența etnică. Din punct de vedere confesional, majoritatea locuitorilor sunt ortodocși (90,84%), iar pentru 8,52% nu se cunoaște apartenența confesională.

## Politică și administrație
Comuna Cerchezu este administrată de un primar și un consiliu local compus din 9 consilieri. Primarul, Dumitru Chelaru[*], de la Partidul Social Democrat, este în funcție din 1 noiembrie 2024. Începând cu alegerile locale din 2024, consiliul local are următoarea componență pe partide politice:
|  | Partid                    | Consilieri | Componența Consiliului | Componența Consiliului | Componența Consiliului | Componența Consiliului |
|  | ------------------------- | ---------- | ---------------------- | ---------------------- | ---------------------- | ---------------------- |
|  | Partidul Social Democrat  | 4          |                        |                        |                        |                        |
|  | Alianța Dreapta Unită     | 3          |                        |                        |                        |                        |
|  | Partidul Național Liberal | 2          |                        |                        |                        |                        |